# Jury criminel
Le droit à un jury criminel est la possibilité  dans un procès pénal de pouvoir être jugé par une assemblée de ses pairs plutôt que par un représentant du pouvoir judiciaire de l'État.

## Droit des pays de common law
Dans les pays de common law (Canada, États-Unis, Royaume-Uni, etc.), le droit à un jury criminel est un droit très ancien car il s'agit d'un des droits prévus par la Magna Carta de 1215. 
En droit canadien, le droit au jury criminel est également prévu par l'article 11 f) de la Charte canadienne des droits et libertés et par les articles 469, 553 et 536 (2) du Code criminel dans les circonstances énoncées par la loi.

## Droit français
En droit français, le jury criminel est un ensemble de citoyens formé par tirage au sort sur les listes électorales afin de siéger en tant que jurés lors d'un procès devant la cour d'assises.